# Brokkelig kransblad
Brokkelig kransblad (Chara contraria) is een soort uit de familie kranswieren (Charophyceae). 

## Verspreiding
In Nederland komt hij vrij algemeen voor.